# تالاب بیت حسدا

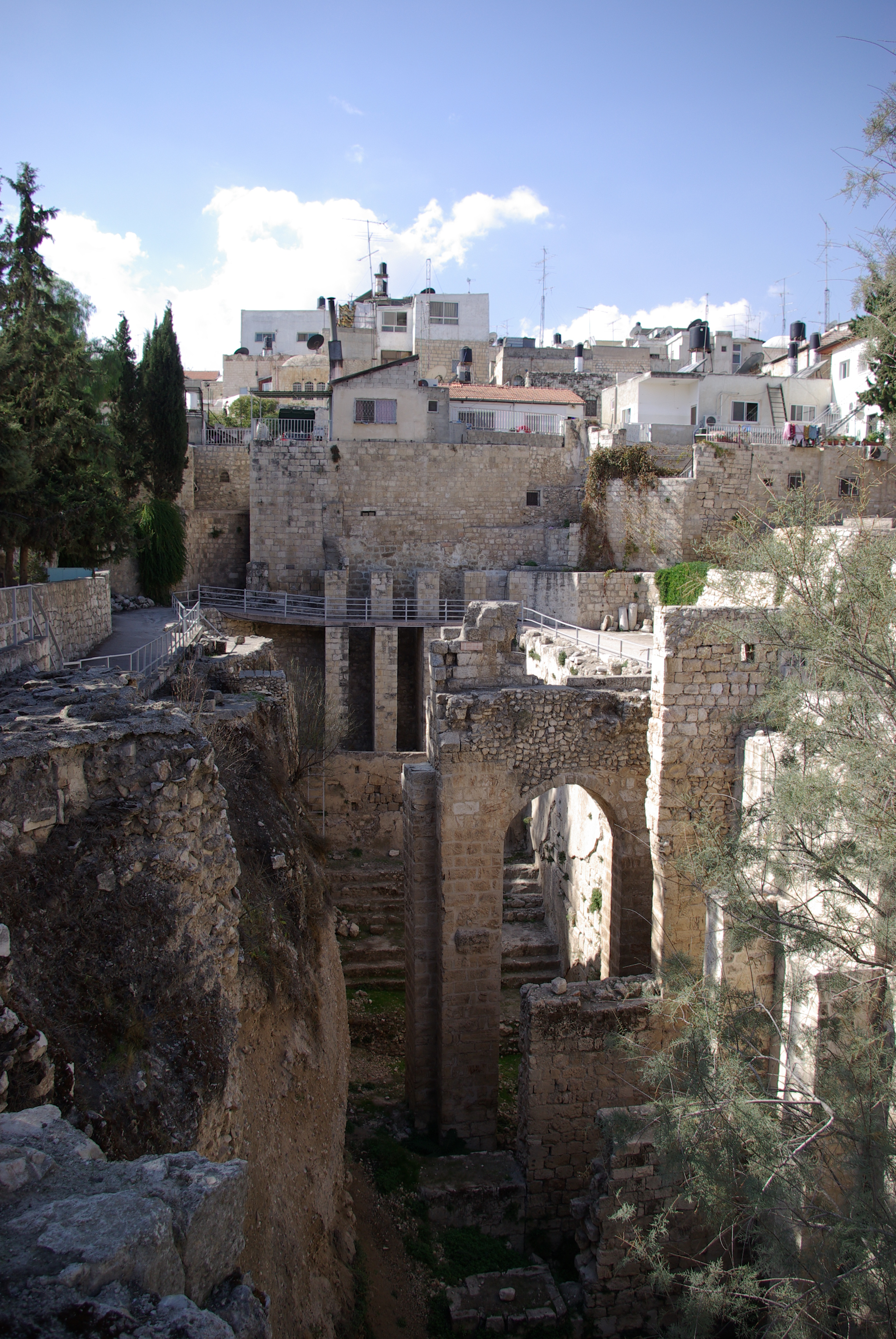
ویرانه‌های کلیسای بیزانس، مجاور محل تالاب بیت حسدا

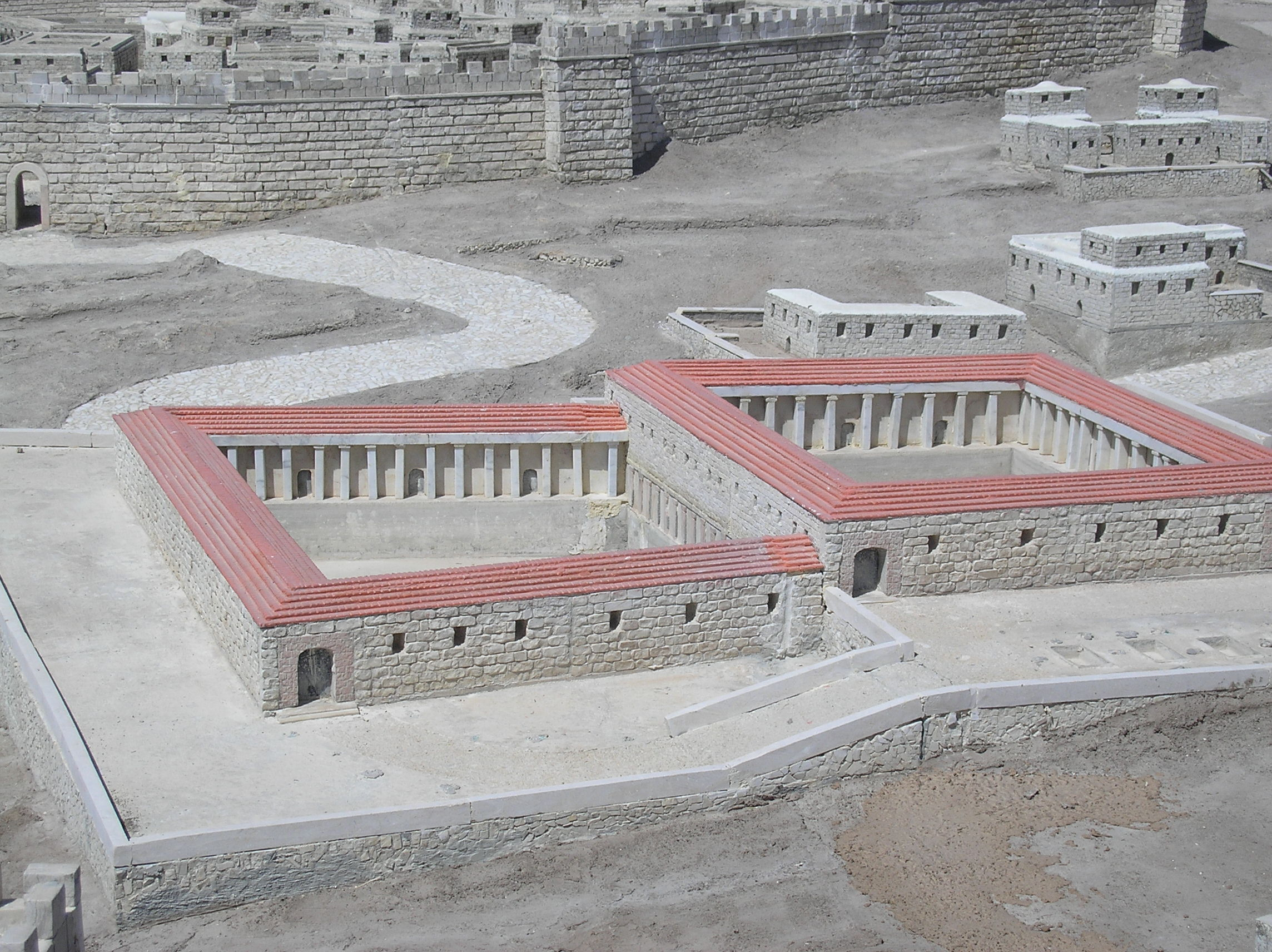
مدل استخرها در دوره دوم معبد (موزه اسرائیل)

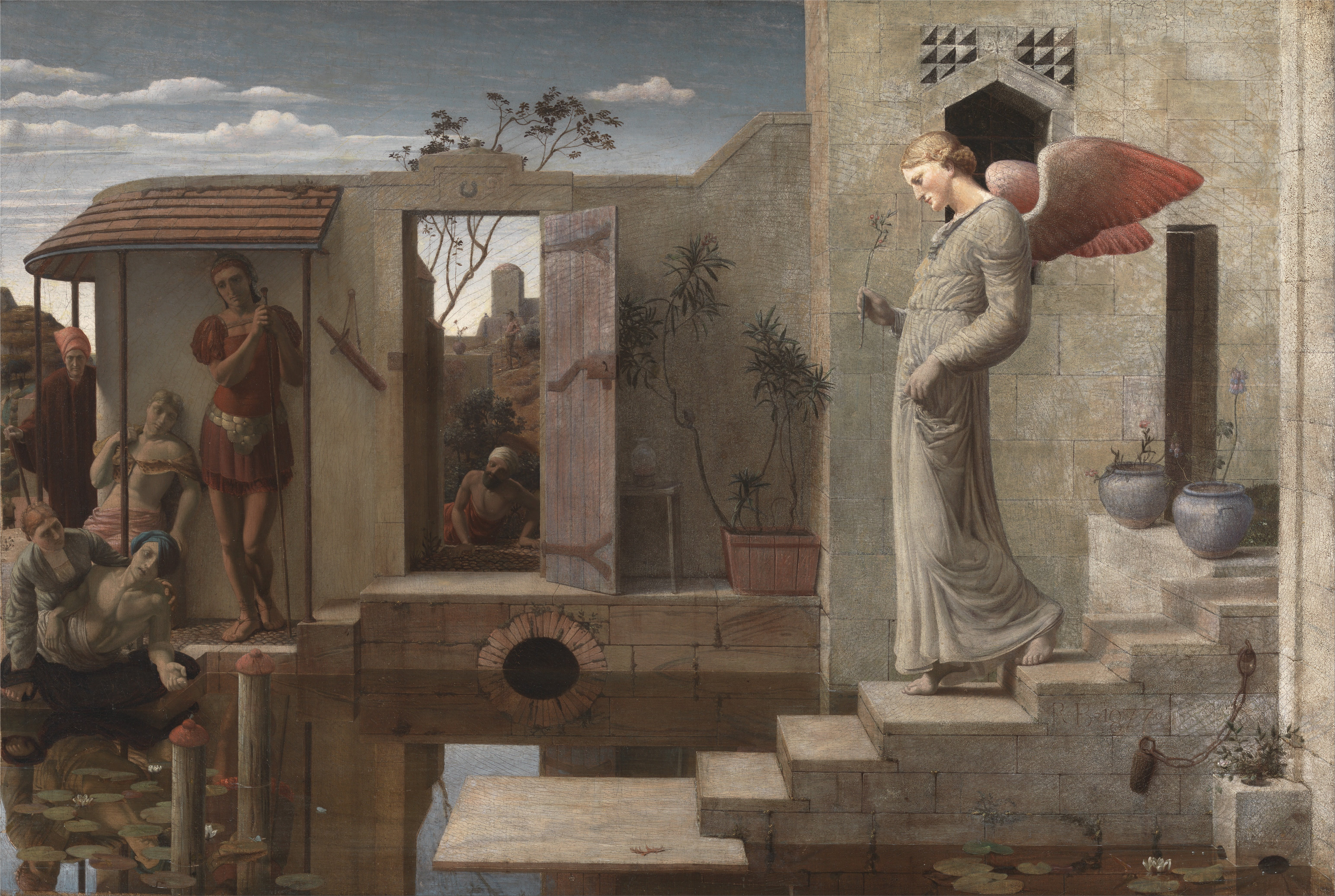
تالاب بیت حسد نقاشی
رابرت بیت‌من (۱۸۷۷)

تالاب بیت حسدا نام آبگیری طبیعی است با پنج ایوان که در محله مسلمان‌نشین شهر اورشلیم در نزدیکی تپه بیت حسدا واقع شده‌است. بنا بر روایت کتاب مقدس، عیسی، مردی را که ۳۸ سال فلج بود را در این مکان شفا داد. (یوحنا ۲:۵)
تا قرن نوزدهم میلادی، نام تالاب بیت حسدا فقط در انجیل یوحنا آورده شده بود و خود این مکان ناشناخته بود لذا استدلال مورخین این بود که اهمیت استعاری این مکان بیشتر از واقعیت تاریخی آن است و احتمالاً نوشتار کتاب مقدس در مورد تالاب بیت حسدا بعدها توسط فردی که شناخت مستقیم نسبت به اورشلیم نداشته نگاشته شده‌است اما در قرن نوزدهم، باستان شناسان بقایای این تالاب را که با توصیفات انجیل یوحنا مطابقت داشت کشف نمودند.

## نام
نام این مکان از زبان آرامی یا عبری گرفته شده‌است. Beth hesda (בית חסד / חסדא)، در زبان آرامی بیت حسدا به معنای خانه رحمت یا خانه نعمت است. در هر دو زبان واژه hesda به معنای شرم یا ننگ نیز آورده شده‌است. شاید علت این دوگانگی معنایی این باشد که این مکان به علت حضور تعداد زیادی از بیماران و معلولین از دید مردمان آن زمان جایگاه افراد شرمگین بوده و از سوی دیگر به واسطه معجزه شفا محل فیض و برکت شمرده می‌شده‌است.
کلمه بیت حسدا با نگارش‌های متفاوت دیگری در انجیل یوحنا و همچنین در ترجمه‌های عربی آن آورده شده‌است. به طوری که این کلمه در انجیل یوحنا به شکل Bethesda و Beth-zatha و Bethsaida و در ترجمه‌های عربی به شکل بیت حسدا، بیت حصدا و بیت صیدا آورده شده‌است.
آنچه مسلم است نگارش Bethsaida یا بیت صیدا اشتباه نگارشی است چرا که بیت صیدا Bethsaida (به معنای شهر صید و ماهیگیری) شهری در شرق رود اردن است.
Franz Delitzsch زبان‌شناس آلمانی این واژه را وام گرفته از ریشه sta می‌داند که در زبان فارسی به صورت استان یا ایستگاه و به معنای جایگاه و محل آورده شده‌است.

## تالاب بیت حسدا در انجیل یوحنا
انجیل به روایت یوحنا فصل ۵
۱ و بعد از آن یهود را عیدی بود و عیسی به اورشلیم آمد.
۲ و در اورشلیم نزد بابالضّان حوضی است که آن را به عبرانی بیت حسدا می‌گویند که پنج رواق دارد.
۳ و در آنجا جمعی کثیر از مریضان و کوران و لنگان و شلان خوابیده، منتظر حرکت آب می‌بودند.
۴ زیرا که فرشته‌ای از جانب خداوند گاه بر آن حوض نازل می‌شد و آب را به حرکت می‌آورد؛ هرکه بعد از حرکت آب، اوّل وارد حوض می‌شد، از هر مرضی که داشت شفا می‌یافت.
۵ و در آنجا مردی بود که سی و هشت سال به مرضی مبتلا بود.
۶ چون عیسی او را خوابیده دید و دانست که مرض او طول کشیده‌است، بدو گفت، آیا می‌خواهی شفا یابی؟
۷ مریض او را جواب داد که ای آقا کسی ندارم که چون آب به حرکت آید، مرا در حوض بیندازد، بلکه تا وقتی که می‌آیم، دیگری پیش از من فرورفته است.
۸ عیسی بدو گفت، برخیز و بستر خود را برداشته، روانه شو!
۹ که در حال، آن مرد شفا یافت و بستر خود را برداشته، روانه گردید؛ و آن روز سَبَّت بود.
۱۰ پس یهودیان به آن کسی که شفا یافته بود، گفتند، روز سَبَّت است و بر تو روا نیست که بستر خود را برداری.
۱۱ او در جواب ایشان گفت، آن کسی که مرا شفا داد، همان به من گفت بستر خود را بردار و برو.
۱۲ پس از او پرسیدند، کیست آنکه به تو گفت، بستر خود را بردار و برو؟
۱۳ لیکن آن شفا یافته نمی‌دانست کِه بود، زیرا که عیسی ناپدید شد چون در آنجا ازدحامی بود.
۱۴ و بعد از آن، عیسی او را در هیکل یافته بدو گفت، اکنون شفا یافته‌ای. دیگر خطا مکن تا برای تو بدتر نگردد.
۱۵ آن مرد رفت و یهودیان را خبر داد که آنکه مرا شفا داد، عیسی است.

## تاریخچه و معماری
در اورشلیم سه تالاب عمده وجود داشته که تالاب بیت حسدا یکی از آنها محسوب می‌شود. در زمان عیسی مردم اعتقاد داشتند که هر چند وقت یکبار، فرشته‌ای از آسمان نزول می‌کند و آب تالاب را تکان می‌دهد و اولین کسی که در آن لحظه وارد استخر شود شفا می‌یابد.